# Gianangelo Barzan
Gianangelo Barzan (Adria, 24 novembre 1901 – Adria, 2 dicembre 1983) è stato un calciatore italiano, di ruolo difensore.

## Carriera
Cresciuto nel Petrarca Padova, Barzan debuttò a vent'anni nel Padova, con cui disputò cinque campionati di Prima Divisione, la massima serie dell'epoca.
Dopo oltre 100 partite coi Biancoscudati, nel 1926 si trasferì al Milan, di cui divenne subito capitano.
Nel 1928, dopo aver disputato solo 2 partite in Divisione Nazionale con i rossoneri, passò alla Roma, con cui esordì nella neonata Serie A il 13 ottobre 1929 contro la Cremonese (9-0 per i giallorossi).
Nel 1931 si trasferì al Bari, dove chiuse la carriera a fine stagione.
Giocò anche una partita con la nazionale B.
Dopo aver terminato la carriera di calciatore, nel 1937 fu vicepresidente del CONI.